# Ana Sofía Carlota de Brandeburgo-Schwedt
Ana Sofía Carlota de Brandeburgo-Schwedt (Berlín, 22 de diciembre de 1706-Sangerhausen, 6 de enero de 1751) fue una noble alemana miembro de la Casa de Hohenzollern y, por matrimonio, duquesa de Sajonia-Eisenach.

## Biografía
Nacida en Berlín, fue la tercera de siete hijos nacidos del matrimonio del margrave Alberto Federico de Brandeburgo-Schwedt (un hermano menor del rey Federico I de Prusia) y María Dorotea Kettler, por nacimiento princesa de Curlandia y Semigalia. De los seis hermanos de Ana Sofía, solo cuatro alcanzaron la edad adulta: tres hermanos (Carlos Federico Alberto, Federico y Federico Guillermo; todos murieron solteros y sin descendientes legítimos) y una hermana (Sofía Federica Albertina, por matrimonio princesa de Anhalt-Bernburg). 

## Matrimonio
En Berlín, el 3 de junio de 1723, Ana Sofía se casó con Guillermo Enrique de Sajonia-Eisenach como su segunda esposa. No tuvieron hijos. 
Se convirtió en duquesa de Sajonia-Eisenach después de que su esposo ascendiera al trono, el 14 de enero de 1729.
Ana Sofía murió en Sangerhausen a los 44 años, después de haber sobrevivido a su esposo nueve años. Fue enterrada en Halle.
- Datos: Q18205106
- Multimedia: Anna Sophie Charlotte of Brandenburg-Schwedt / Q18205106